# Lerner József
Lerner József, születési nevén Jószéf Lasch ben Jicchak Lasch (Trietch, 1761 – Pest, 1836) Csehországban és Magyarországon működő zsidó hittudós, Munkácsi Bernát néprajztudós nagyapja.
Egyike volt a 19. század harmincas éveiben a pesti hitközség legkiválóbb talmudtudósainak, akit sírfelirata a Máór hagólah („a diaszpóra világossága”) és Móféth hadór („a kor csodája”) jelzésekkel magasztal. Tudós családból származott: dédunokája volt Jószéf Statthagen rabbinak, a Dibré Zikárón (1705) című jeles mű szerzőjének s híres hitvitázónak, unokája Spitz Izsák kismartoni elöljárónak (megh. 1754), aki a nevezetes kismartoni Wolf-családnak is őse és veje Benjámin Wolf Reicheles nikolsburgi, később schaffai rabbinak (megh. 1786.) Már ifjúkorában kiadta Marpé Lanefes (Gyógyszer a léleknek) című művét (1791) és bevezetésképen Ásér b. Jechiél Órechóth Chajjim című vallásos intelmeit. Egy másik nagyobb művében ipjának, Reichelesnek a Tóra két első könyvéhez írt beható fejtegetéseit adja ki Dibré Hataánugim (A gyönyörűségek igéi) címmel, hozzácsatolva Óneg Nefes (Lelki gyönyörűség) címen saját magyarázatait (Prag 1795). Negyven éven át volt kerületi rabbija Lichtenstadt, Saaz és Elbogen csehországi községeknek, azután öregségében otthagyva rabbiállását, Pestre költözött, ahol fia, Lerner Ignác gazdag lisztkereskedő volt s a hitközség vezetőihez tartozott. A váci-úti régi temetőben a rabbik sorában volt a sírja, honnan e temető kiürítésekor unokája, Munkácsi Bernát, a Pesti Izraelita Hitközség tanfelügyelője exhumáltatta és a rákoskeresztúri temetőben gondoskodott új nyugvóhelyéről.